# Asterobemisia carpini
Asterobemisia carpini är en insektsart som först beskrevs av Koch 1857.  Asterobemisia carpini ingår i släktet Asterobemisia, och familjen mjöllöss. Arten är reproducerande i Sverige.